# アンジェロ・デービッド
アンジェロ・デービッド（Angelo Davids、1999年6月1日 - ）は、ユナイテッド・ラグビー・チャンピオンシップ、ストーマーズに所属するラグビー選手。

## プロフィール
- 南アフリカケープタウン出身[1]。
- ポジションはウィング(WTB)。
- 身長 178cm、体重 84kg
- U20南アフリカ代表に選ばれたことがある[2]。

## 略歴
2021年、東京五輪の7人制南アフリカ代表に選ばれた。